# 歌川芳室
歌川 芳室（うたがわ よしむろ、生没年不詳）とは、江戸時代の浮世絵師。

## 来歴
歌川芳勝の子、一富斎と号す。作画期は幕末の頃で有卦絵などを残している。

## 作品
- 「金性之人有卦ニ入ル」　大判錦絵　※有卦絵、安政元年（1854年）
- 「新板けだ物づくし」　大判錦絵